# Marta Lempart
Marta Mirosława Lempart (Lwówek Śląski 1979) es una activista polaca por los derechos de las mujeres y fundadora de la (All-Poland Women's Strike) (Huelga de Mujeres de Polonia).
Activa desde 2016 en las protestas generalizadas contra el endurecimiento de las leyes sobre el derecho al aborto en Polonia bajo el partido conservador Ley y Justicia, Lempart ha sido detenida en diversas ocasiones con acusaciones legales por parte del gobierno y se ha enfrentado a amenazas de muerte por parte de opositores a las protestas.
Su trabajo también ha incluido la defensa de la igualdad de derechos de la comunidad LGBT de Polonia y para las personas con discapacidad. Es, por otro lado, firme defensora del secularismo y de la separación Iglesia-Estado.

## Biografía
Marta Lempart nació en 1979 en Lwówek Śląski, Polonia. Tiene formación académica como abogada. 
Trabajó en el Ministerio de Trabajo y Política Social de Polonia durante el tiempo en que la Plataforma Cívica estuvo en el poder, tiempo durante el cual trabajó para mejorar los derechos de las personas con discapacidad en el país.  Posteriormente trabajó en el desarrollo inmobiliario.
Después de que el partido conservador Ley y Justicia llegó al poder en 2015, Lempart comenzó a trabajar con el Comité para la Defensa de la Democracia, una ONG proeuropea.

## Activismo
El activismo de Lempart se centra en el feminismo y el secularismo.
En 2016, cofundó la Huelga de Mujeres de toda Polonia, un movimiento social en apoyo de los derechos de las mujeres, durante los preparativos para las conocidas como "Protestas Negras a favor del acceso al aborto". Señala que los objetivos del grupo son incluir un mejor acceso al aborto, reforzar los derechos para las mujeres y los derechos LGBT, la separación de la iglesia y el estado y una mejor atención médica.

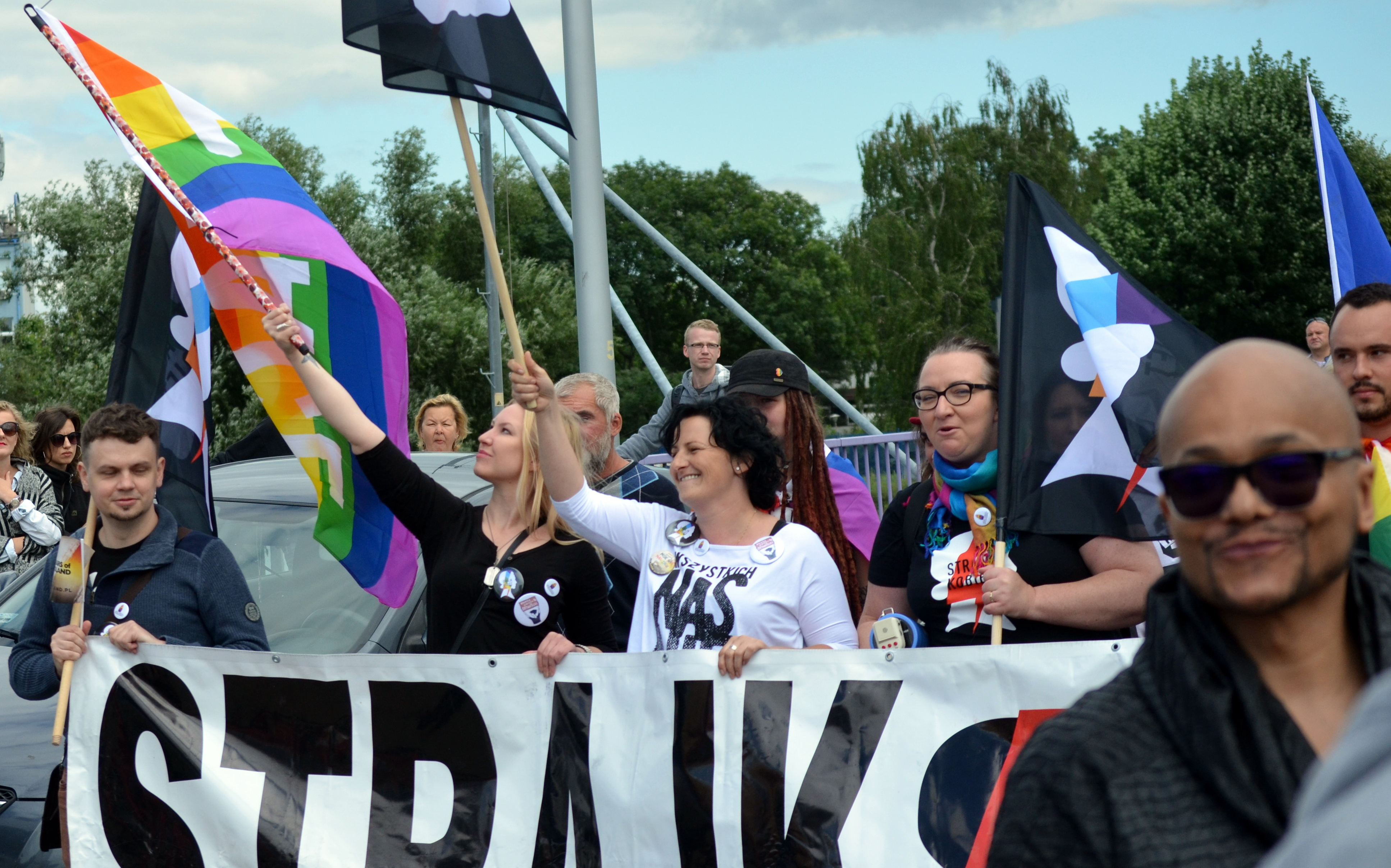
Marta Lempart (derecha) y otras activistas asisten a un desfile del Orgullo en 2018.

Lempart se presentó como candidata a un cargo local en Breslavia en 2018, pero no logró escaño. Al año siguiente también se presentó como candidata al Parlamento Europeo, sin éxito.
La Huelga de Mujeres de toda Polonia, que ella continúa liderando, fue una de las principales fuerzas que apoyaron las protestas de huelga de mujeres de 2020-2021 en Polonia, un movimiento de protesta antigubernamental en respuesta al endurecimiento de las leyes sobre el aborto.   Lempart alentó a los católicos a cuestionar la posición de la iglesia durante las protestas.
Ha sido arrestada en varias ocasiones a lo largo de sus años de activismo y acusada de docenas de delitos. En febrero de 2021, el gobierno polaco acusó a Lempart de delitos penales por su papel en las protestas de la huelga de mujeres y por sus críticas a la Iglesia católica, que ella describió como una forma de presión política sobre su movimiento. También ha recibido amenazas de muerte por parte de críticos, lo que la ha obligado a esconderse lejos de su casa.